# Auyantepuia
Genre
Auyantepuia est un genre de scorpions de la famille des Chactidae.

## Distribution
Les espèces de ce genre se rencontrent dans le Nord de l'Amérique du Sud.

## Liste des espèces
Selon The Scorpion Files (12/06/2020) :
- Auyantepuia aluku (Ythier, 2018)
- Auyantepuia amapaensis (Lourenço & Qi, 2007)
- Auyantepuia aurum (Ythier, 2018)
- Auyantepuia laurae (Ythier, 2015)
- Auyantepuia royi (Ythier, 2018)
- Auyantepuia surinamensis (Lourenço & Qi, 2010)

## Systématique et taxinomie
La synonymie de Auyantepuia avec Broteochactas est discutée.

## Publication originale
- (es) Manuel Angel González, Escorpio fauna de la region oriental del Estado Bolivar, en Venezuela, Caracas, Roto Impresos C.A., 1978, 217 p..